# Daniel Sánchez Ayala
Daniel Sánchez Ayala (El Saucejo, 7 november 1990) is een Spaanse voetballer die bij voorkeur als verdediger speelt. Hij verruilde Norwich City in januari 2014 voor Middlesbrough.

## Carrière
Ayala speelde voor dat hij naar Liverpool ging voor Sevilla FC. In september 2007 kon Ayala een professioneel contract teken bij Sevilla. Hij wees dat aanbod af. Liverpool kocht Ayala van Sevilla en hij tekende een contract voor drie jaar. In het seizoen 2007/08 speelde Ayala vooral in het onder 18-elftal van Liverpool. Het seizoen daarop speelde hij in het tweede elftal van de club. Ayala speelde in de finale van de FA Youth Cup tegen Arsenal. Liverpool verloor de wedstrijd met 4-1.
Ayala maakte zijn debuut in de Premier League in het seizoen 2009/10, uit tegen Tottenham Hotspur FC. Ayala kwam in de 75ste minuut in het veld voor Martin Škrtel bij een 2-1-achterstand. Dit was ook de einduitslag. Vier dagen later speelde hij een hele wedstrijd tegen Stoke City FC. De wedstrijd eindigde in 4-0. Tussendoor zat Ayala een paar keer op de bank, maar op 31 oktober 2009 speelde Ayala zes minuten mee tegen Fulham FC. De wedstrijd eindigde in een 3-1-verlies.
1 Dieng ·
2 Smith ·
3 Van den Berg ·
4 Barlaser ·
5 Clarke ·
6 Fry ·
7 Hackney ·
8 McGree ·
9 Latte Lath ·
10 Burgzorg ·
11 Jones ·
12 Ayling ·
13 Hoppe ·
14 Gilbert ·
15 Dijksteel ·
16 Howson  ·
17 Hamilton ·
18 Morris ·
20 Azaz ·
21 Forss ·
22 Conway ·
23 Glover ·
24 Bangura ·
25 Edmundson ·
26 Lenihan ·
27 Engel ·
30 Borges ·
31 Brynn ·
37 McCormick ·
40 Cartwright ·
43 Lennon ·
49 McCabe ·
50 Doak ·
Coach: Carrick
· Assistent-coach: Woodgate